# A Perfect Getaway
A Perfect Getaway (bra: A Trilha; prt: Uma Fuga Perfeita) é um filme americano de 2009, dos gêneros suspense e terror, escrito e dirigido por David Twohy e estrelado por Timothy Olyphant, Milla Jovovich, Kiele Sanchez e Steve Zahn.
Gravado em Porto Rico e no Havaí, A Perfect Getaway foi lançado em 7 de agosto de 2009 nos Estados Unidos, e em 12 de agosto no Reino Unido. 

## Sinopse
Percorrendo uma trilha na floresta, jovem casal em lua de mel no Havaí fica sabendo que um perigoso assassino se esconde nas proximidades, e decide se unir a outros turistas para se defender.

## Elenco
- Steve Zahn .... Cliff/Rocky
- Timothy Olyphant .... Nick
- Milla Jovovich .... Cydney
- Kiele Sanchez .... Gina
- Marley Shelton .... Cleo
- Chris Hemsworth .... Kale
- Anthony Ruivivar .... Chronic
- Dale Dickey .... Mãe Terra
- Peter Navy Tuiasosopo .... funcionário de apoio
- Wendy Braun .... Debbie Mason